# Huta-Certeze
Huta-Certeze (słow. Ľudovítove údolie) – wieś w Rumunii, w okręgu Satu Mare, w gminie Certeze. W 2011 roku liczyła 1074 mieszkańców. 